# Distretto di Şabanözü
Il distretto di Şabanözü (in turco Şabanözü ilçesi) è uno dei distretti della provincia di Çankırı, in Turchia.